# Rotametar
Rotametar je najčešće upotrebljavani mjerni instrument za mjerenje protoka u laboratoriju, a često se koristi i u procesnoj industriji. Velika zastupljenost rotametra je posljedica jednostavnosti mjernog uređaja, široke primjenljivosti s obzirom na mogućnost mjerenja protoka plinova i kapljevina, te vrlo veliki mjerni opseg. Mjerenje rotametrom se zasniva na povezanosti pada tlaka koji nastaje protjecanjem kroz suženje i protoka tekućine. Za razliku od ugrađenih suženja koja imaju stalan otvor, kod rotametara je površina suženja promjenljiva. Suženje tvori dio koje se obično naziva ronilo ili plovak, a koje je uronjeno u tekućinu koja protječe kroz prozirnu vertikalnu cijev. Cijev ima promjenljivi polumjer, najuži presjek na ulazu u cijev a najširi na izlazu. Tekućina protječe kroz prsten između ronila i cijevi. Položaj ravnoteže određen je težinom ronila, uzgonom i silom kojom tekućina djeluje na ronilo. Mjeri se ustvari položaj ronila koji se očitava na skali uz cijev.
Svojstva tekućine, gustoća i viskoznost, određuju silu uzgona i silu trenja, tako da se baždarna karakteristika jako mijenja promjenom tekućine. Zato je potrebno rotametar uvijek baždariti za odabranu tekućinu, kapljevinu ili plin i uz standardne uvjete. Ako se promjeni temperatura ili tlak tekućine, mijenjaju se gustoća i viskozitet i time se bitno mijenja karakteristika. Ronila se izrađuju u različitim oblicima i iz materijala kao što je staklo, metal ili plastika. Izborom materijala mijenja se gustoća ronila, a oblik bitno utječe na koeficijent trenja, tako da se podešavanjem tih čimbenika može postići podešavanje mjernog opsega od vrlo malih protoka do velikih protoka koji dolaze u industrijskim pogonima.
Prednosti rotametra su:
- mjerni signal je položaj ronila;
- mjerenje protoka i kapljevina i plinova;
- široko mjerno područje, naročito za mjerenje vrlo malih protoka (raspon mjerenja protoka od 0.04 l/h do 150 m3/h);
- mjerenje se može provesti pri različitim temperaturama i tlakovima ;
- rotametar ima ravnu (linearnu) karakteristiku.

Nedostaci rotametra su:
- baždarenje se mora provesti posebno za svaku tekućinu i uvjete ( temperaturu i tlak);
- kod baždarenja treba osigurati stalnu temperaturu i tlak, čistoću tekućine, položaj cijevi rotametra mora biti strogo okomit i treba ukloniti vrtloženje tekućine prije ulaska u cijev rotametra;
- stalni pad tlaka na rotametru;
- dobra točnost mjerenja ali bitno zavisi od točnosti baždarne karakteristike;
- nemogućnost mjerenja protoka tekućina u kojima ima krutih čestica (npr. biomase) ili kapljevina s mjehurićima plinova;
- za pretvaranje položaja ronila u električni signal potrebno je upotrijebiti transformator razlike (ronilo je mehanički povezano s jezgrom transformatora) ili elektromehaničko sljedilo pomaka ronila;
- točnost od 0.4% do 40% maksimalnog protoka;
- predviđeni su samo za vertikalnu ugradnju.[2]